# Laboravy Khuon
Laboravy Khuon (Phnom Penh, 25 agosto 1988) è un calciatore cambogiano, di ruolo attaccante.